# Utetheisa
Utetheisa é um gênero de traça pertencente à família Arctiidae.